# Бямбасуренгийн Бат-Эрдэнэ
Бямбасуренгийн Бат-Эрдэнэ (монг. Бямбасүрэнгийн Бат-Эрдэнэ; 12 июля 1999) — монгольский борец вольного стиля.

## Карьера
3 октября 2021 года в Осло на чемпионате мира в весовой категории до 79 кг в 1/16 финала выиграл у Гаурава Балияна из Индии, а в 1/8 финала уступил Сайфедину Алекме из Франции, заняв 8 место. 15 сентября 2022 года на чемпионате мира в Белграде выступал уже в весовой категории до 86 кг, где на стадии 1/16 финала проиграл молдаванину Ивану Ичизли, став 30 в итоговом протоколе. 14 апреля 2023 года на чемпионате Азии в Астане в 1/4 проиграл Хаято Исигуро из Японии. 17 сентября 2023 года на предолимпийском чемпионате мира в Белграде в утешительной схватке за выход на малый финал проиграл Майлзу Амину из Сан-Марино, заняв 7 место. В начале октября 2023 года на Азиатских играх в Ханчжоу в малом финале проиграл Довлетмирату Оразгилыджову из Туркменистана, в итоговом протоколе занял 5 место. В апреле 2024 года в Бишкеке на азиатском квалификационном турнире, одолев Эрзо Исакова из Иордании и Линь Цзушэня из Китая, завоевал лицензию на Олимпийские игры в Париже.

## Достижения
- Первенство Азии по борьбе среди юниоров 2018 — ;
- Первенство мира по борьбе среди юниоров 2018 — ;